# Northwest Tower
La Northwest Tower, conocida popularmente como Coyote Building, es un rascacielos art déco de 12 pisos en la esquina de North Avenue y Milwaukee Avenue en la ciudad de Chicago, en el estado de Illinois (Estados Unidos). Fue diseñado por Perkins, Chatten & Hammond y construido entre 1928 y 1929.

## Descripción
Es uno de los primeros rascacielos de Chicago que se construyó fuera del centro de la ciudad. La torre fue construida en el sitio del Noel State Bank, cerca de la parada de Damen en el Metro de Chicago. Originalmente se comercializó para abogados, médicos y otros profesionales. En la década de 1980, se convirtió en el hogar de la Galería Tower Coyote, llamada así supuestamente porque los artistas pensaban que el edificio se parecía a un coyote aullador. Durante las siguientes dos décadas, el vecindario circundante celebró un festival artístico anual llamado Around the Coyote. En 2008, la Junta de Zonificación de Chicago aprobó planes para convertir el edificio en un hotel, pero las dificultades financieras impidieron que el propietario del edificio siguiera adelante con el proyecto.

## Hotel
En 2012, la propiedad fue comprada por una empresa respaldada por Don Wilson y AJ Capita, que creó el Hotel Robey. Este es operado por Grupo Habita, que tiene otros 14 hoteles en México y uno en Nueva York.